# SEPT12
SEPT12‏ (Septin 12) هوَ بروتين يُشَفر بواسطة جين SEPT12 في الإنسان.

## الوظيفة
يُشفِّر هذا الجين بروتينًا رابطًا لنيوكليوتيدات الجوانين، وهو عضو في عائلة السبتينات من إنزيمات GTPases الهيكلية الخلوية. تلعب السبتينات أدوارًا مهمة في انقسام الخلايا، والإخراج الخلوي، وتطور الأجنة، وديناميكيات الغشاء. وقد عُثر على العديد من متغيرات النسخ التي تُشفِّر أشكالًا متماثلة مختلفة لهذا الجين.